# Zaleptus lyrifrons
Zaleptus lyrifrons is een hooiwagen uit de familie Sclerosomatidae.